# إنجلاند دان وجون فورد كولي
إنجلاند دان وجون فورد كولي (بالإنجليزية: England Dan & John Ford Coley)‏ ثنائي غناء أمريكي من الروك الناعم يتألف من داني وايلاند «إنجلاند دان» سيلز وجون إدوارد «جون فورد» كولي، وامتد نشاطهم طوال السبعينيات.
اشتهر الثنائي بأغنيتهم المنفردة في عام 1976 «أحب حقًا أن أراك الليلة I'd Really Love to See You Tonight»، التي صعدت إلى المركز الثاني على قائمة الهوت بيلبورد، واحتلت المركز الأول على قائمة «المعاصر للبالغين Adult Contemporary»، وبعد حلهم، بدأ سيلز في أداء دور دان سيلز وانتهج أسلوب موسيقى الريف خلال الثمانينيات وأنتج 11 أغنية ريفية احتلت مركز القمة 11 مرة.

## وصلات خارجية
- Official website of John Ford Coley
- England Dan and John Ford Coley biography at ClassicBands.com
- Official YouTube channel